# Parque Anhanguera (São Paulo)
O Parque Anhanguera é um parque municipal situado no distrito de Anhanguera, no extremo noroeste da cidade de São Paulo.
Possui área de aproximadamente 950 hectares (9,5 milhões de m²) de mata atlântica, sendo o maior parque municipal da cidade de São Paulo. 400.000 m² destinam-se a visitação pública e o restante é restrito a preservação do ecossistema e diversidade biológica (Refúgio de Vida Silvestre Anhanguera). O Parque Anhanguera está em uma zona de amortecimento e conectividade entre o Parque Estadual do Jaraguá e o Parque Estadual da Cantareira. Tem grande importância como corredor ecológico e na troca de fluxo gênico entre espécies animais e vegetais possibilitando a manutenção de espécies de fauna e flora dessas regiões. O Parque Anhanguera possui trilhas, ciclovia com cerca de 2.200 m, pista de downhill (Bike Park Anhanguera), quadras poliesportivas, campos de futebol, orquidário, playgrounds e área com quiosques para confraternizações (churrasqueiras públicas). Está situado na Avenida Fortunata Tadiello Natucci Nº 1.000, também denominada Estrada de Perus Nº 1.000, próximo à Rodovia Anhanguera. O parque foi fundado em 1979.
Sua flora traz vegetação com predomínio de eucaliptal (Eucalyptus sp), sub-bosque com espécies nativas, remanescentes de Mata Atlântica ao longo de cursos d’água, campos secos (espécies típicas de cerrado), brejos, áreas ajardinadas e horta de plantas medicinais.
Somente uma parte do Parque Anhanguera é acessível ao público, sendo que a maior parte tem acesso restrito a funcionários e pesquisadores por integrar o RVS Anhanguera. O Refúgio de Vida Silvestre Anhanguera é uma Unidade de Conservação de Proteção Integral criada a partir do Decreto Nº 59.497, de 8 de junho de 2020.

## História
O Parque Anhanguera é originário de uma área remanescente do Sítio Santa Fé, uma antiga fazenda de reflorestamento de eucaliptos adquirida pela Prefeitura do Município de São Paulo no ano de 1978.

## Fauna
O Parque Anhanguera possui elevada riqueza de espécies de animais, em especial avifana, uma vez que das 382 espécies, 172 são de aves, com destaque para falcão-de-coleira, acauã, gralha-do-campo, tietinga, maitaca, jacuaçu, coró-coró, inhambu-guaçu e inhambu-chitã. Dentre as espécies de aves que ocorrem apenas na Mata Atlântica destacam-se: papa-taoca-do-sul, arapaçu-rajado, tangará, e sanhaçu-de-encontro-amarelo, grande diversidade de beija-flores, como o pequenino estrelinha-ametista, o beija-flor-preto e o beija-flor-de-fronte-violeta, que visitam as flores de malvavisco. No período noturno, os brejos e lagos tornam-se bastante festivos com a “musicalidade” das 15 espécies de rãs, pererecas e sapos que ocorrem na área. Destaque para o sapo-martelo e a perereca-cabrinha, que coaxam fazendo jus a seus nomes, além da perereca-de-inverno que pode ser ouvida o ano todo. Distingue-se por sua beleza rara a perereca-de-folhagem, que pode ser observada durante a época do verão. Serpentes, cágado-pescoço-de-cobra e lagarto-teiú integram os 17 répteis observados no local. Entre as 32 espécies de mamíferos inventariadas constam: morcego, furão, quati, cachorro-do-mato, veado-catingueiro, capivara, tatu, preá, tapiti, cuíca e caxinguelê. Entre os felinos, foram registradas três espécies ameaçadas de extinção: suçuarana ou onça parda (Puma concolor), jaguatirica (Leopardus pardalis) e gato-mourisco (Herpailurus yagouaroundi).

## Flora
Sua flora traz vegetação é rica em espécies da mata atlântica, com destaque para espécies como: araribá-rosa (Centrolobium tomentosum), cabreúva (Myroxylon peruiferum), bambu-chinês (Bambusa tuldoides), bambu-imperial (Bambusa vulgaris), chal-chal (Allophylus edulis), chico-pires (Leucochloron incuriale), grevílea-gigante (Grevillea robusta), guaraíva (Cordyline spectabilis), jerivá (Syagrus romanzoffiana), mirindiba-rosa (Lafoensia glyptocarpa), palmeira-de-leque-da-china (Livistona chinensis), palmeira-imperial (Roystonea sp.), palmeira-rabo-de-peixe (Caryota urens), pau-brasil (Paubrasilia echinata), pau-jacaré (Piptadenia gonoacantha), pau-rei (Basiloxylon brasiliensis), tapiá-guaçu (Alchornea sidifolia), tipuana (Tipuana tipu), uva-japonesa (Hovenia dulcis) e washingtônia-do-sul (Washingtonia robusta). Já foram registradas 336 espécies vasculares, das quais estão ameaçadas de extinção: cedro (Cedrela fissilis), espinheira-santa (Maytenus ilicifolia), palmito-jussara (Euterpe edulis), pau-brasil (Paubrasilia echinata) e pinheiro-do-paraná (Araucaria angustifolia). Vale a pena pontuar também espécies como: Baccharis punctulata, Corchorus argutus e Pombalia parviflora (Fonte: Inventário de Flora 2018).